# Champ-sur-Drac
Champ-sur-Drac è un comune francese di 3 173 abitanti situato nel dipartimento dell'Isère della regione dell'Alvernia-Rodano-Alpi.

## Società

### Evoluzione demografica
Abitanti censiti

## Amministrazione

### Gemellaggi
- Torviscosa, Italia, dal 2006